# Araki Murashige
Araki Murashige est un nom japonais traditionnel ; le nom de famille (ou le nom d'école), Araki, précède donc le prénom (ou le nom d'artiste).
Araki Murashige (荒木 村重, 1535-20 juin 1586) est un obligé d'Oda Nobunaga et un daimyō (seigneur féodal) du château d'Itami de la fin de la période Sengoku du XVIe siècle japonais, dans ce qui est à présent Itami, préfecture de Hyōgo.
Il commande une partie des forces de Nobunaga lors du siège d'Ishiyama Hongan-ji mais est accusé en 1578 par Akechi Mitsuhide de sympathie avec le clan Mōri, un des ennemis de Nobunaga. Il se retire à Itami et y résiste un an au siège du château avant que celui-ci ne tombe en 1579. Araki s'en échappe et vit le reste de sa vie dans l'obscurité.
Il existe une histoire semi-légendaire à propos de l'utilisation créative d'Araki d'un tessen, ou éventail de fer, afin de sauver sa propre vie. Après avoir été accusé de trahison par Akechi Mitsuhide, Araki est appelé devant son seigneur, Oda Nobunaga. Comme de coutume, il s'incline sur le seuil avant d'entrer dans la salle. Mais il devine le plan de Nobunaga de faire claquer le fusuma (portes coulissantes) sur lui afin de lui briser le cou. Araki place son éventail dans la rainure des portes, ce qui empêche celles-ci de se fermer. Le plan de Nobunaga est révélé et la vie d'Araki épargnée, le tout avec force réconciliations.
Son fils, élevé sous le nom de sa mère, est l'artiste Iwasa Matabei. 

## Source de la traduction
- (en) Cet article est partiellement ou en totalité issu de l’article de Wikipédia en anglais intitulé « Araki Murashige » (voir la liste des auteurs).